# Scandal (3.ª temporada)
A terceira temporada da série de televisão americana Scandal, criada por Shonda Rhimes, começou em 3 de outubro de 2013, nos Estados Unidos, na ABC, e consistiu em 18 episódios. A temporada foi produzida pela ABC Studios, em parceria com a ShondaLand Production Company; a showrunner é Shonda Rhimes.
A temporada continua a história da empresa de gerenciamento de crises de Olivia Pope, Olivia Pope & Associates, e de sua equipe, bem como da Casa Branca em Washington D.C. A terceira temporada teve dez personagens regulares, todas voltando da temporada anterior, das quais sete são  parte do elenco original de oito regulares da primeira temporada. A temporada foi ao ar na quinta-feira às 22:00, horário igual ao das temporadas anteriores.
Por sua performance, Kerry Washington ganhou o Image Award de Melhor Atriz em Série Dramática e foi nomeada para Melhor Performance em Série Dramática no Screen Actors Guild Award, Melhor Atriz em Série de Televisão no Golden Globe Awards e Melhor Atriz Principal  em uma série de drama no Primetime Emmy Awards.

## Enredos
A temporada se concentra na campanha de reeleição de Fitz para seu segundo mandato, bem como nos problemas familiares de Olivia depois que seu pai retoma contato e ela descobre que sua mãe (que se acredita ter falecido há 20 anos) está viva, o que o leva a Olivia Pope & Associates a tentar encontrar a mãe de Olivia, Maya Lewis.
Depois que o nome de Olivia vazou para a imprensa como amante de Fitz, Olivia Pope & Associates enfrentam problemas financeiros quando todos os seus clientes os demitem. A empresa aceita "novos" clientes para pagar as contas. Rowan se envolve mais com a vida de Olivia, que começa a afetá-la, e leva Huck e Jake a investigar B613. Eles descobrem que durante um código de ação militar chamado "Operação Remington", Fitz abateu um avião civil sobre a Islândia e a mãe de Olivia foi uma das mais de 300 vítimas. Olivia questiona Fitz, mas ele se recusa a responder. Determinada a descobrir a verdade sobre a Operação Remington, a empresa investiga Rowan e descobre que um passageiro foi retirado do voo por um agente federativo antes da decolagem. Quinn começa a namorar com Charlie, que a prepara para matar um segurança que era uma testemunha ocular da remoção do passageiro pelo agente federal. Como resultado do assassinato inadvertido de Quinn, Huck a tortura e ela deixa a empresa.
É revelado que Maya foi a passageira que não entrou no avião e que foi presa por Rowan pelos últimos 20 anos. Ela consegue se libertar e Olivia fica chocada quando sua mãe "morta" entra em contato com ela. Quando Rowan descobre a fuga de Maya, ele a coloca na lista de terroristas mais procurados do FBI. Olivia consegue organizar um voo para Hong Kong com Maya, mas depois que ela sai, Olivia descobre que Maya realmente é uma terrorista chamada Marie Wallace. Depois que Fitz captura Rowan no Pentágono, Olivia pede que Fitz prenda sua mãe, mas Maya consegue escapar.
Enquanto isso, Fitz enfrenta problemas quando a congressista Josephine "Josie" Marcus está na disputa para ganhar a primária do Partido Democrata contra o senador Samuel Reston e se tornar a primeira mulher presidente dos Estados Unidos. Cyrus tenta ao máximo encontrar sujeira sobre Marcus para arruinar sua campanha, mas falha. Depois que Olivia descobre que Fitz abateu o avião que matou sua mãe, ela nega a oferta de ser a sua gerente de campanha da reeleição e se torna a gerente de Josephine Marcus. Após um incidente com a irmã de Marcus, Josephine desiste de sua campanha.
Cyrus descobre que Sally planeja concorrer com Fitz como Independente quando contrata Leo Bergen para ser seu gerente de campanha. Ele tenta chantageá-la fazendo James flertar com seu marido, Daniel Douglas. No entanto, James descobre o plano de Cyrus e dorme com Daniel, devastando Cyrus. Quando Sally descobre isso, ela fica furiosa e mata o marido. Após o assassinato, Sally pede ajuda a Cyrus. David recebe a visita de uma mulher da NSA que registra a conversa entre Sally e Cyrus, que David compartilha com James.
A segunda parte da temporada se concentra mais na campanha de reeleição, já que Olivia assumiu o cargo de gerente da campanha. Ao mesmo tempo, Sally anuncia que está concorrendo à presidência como candidata independente. Como resultado, Fitz escolhe o governador da Califórnia, Andrew Nichols, como seu novo vice. É revelado que Nichols teve um relacionamento romântico com a primeira-dama, Mellie. A campanha enfrenta problemas quando Sally, aflita pela culpa de assassinar Daniel, quase revela a verdade em um debate. Cyrus pede a Jake para ajudar a proteger o segredo, o que ele faz matando James para evitar expor o envolvimento de Cyrus no encobrimento. Os filhos mais velhos do presidente, Jerry e Karen Grant, vão à Casa Branca para uma entrevista, mas Olivia logo descobre que eles não estão satisfeitos com os pais.
Maya e Adnan Salif se unem a Dominic Bell, que lhes dá uma bomba. Olivia e sua equipe, com a ajuda de Rowan, localizam Dominic e tentam encontrar Maya. No final da temporada, a bomba explode em uma igreja, que Sally usa a seu favor para subir nas pesquisas. No dia da eleição, Olivia e Cyrus estão convencidos de que Fitz perdeu, mas Rowan ordena que Tom mate Jerry, o que faz com que Fitz vença a eleição. Olivia aceita a oferta do pai e parte com Jake para um local desconhecido para uma nova vida.

## Elenco e personagens
| - Kerry Washington como Olivia Pope - Columbus Short como Harrison Wright - Scott Foley as Jacob "Jake" Ballard - Darby Stanchfield como Abigail "Abby" Whelan - Katie Lowes como Quinn Perkins - Guillermo Diaz como Huck - Jeff Perry como Cyrus Beene - Joshua Malina como David Rosen - Bellamy Young como Melody "Mellie" Grant - Tony Goldwyn como Fitzgerald "Fitz" Thomas Grant III | - Joe Morton como Rowan "Eli" Pope - Kate Burton como Sally Langston - George Newbern como Charlie - Paul Adelstein como Leo Bergen - Khandi Alexander como Maya Lewis/Marie Wallace - Dan Bucatinsky como James Novak - Brian Letscher como Tom Larsen - Sharmila Devar como Lauren Wellman - Jon Tenney como Andrew Nichols - Nazanin Boniadi como Adnan Salif - Jack Coleman como Daniel Douglas Langston - Lisa Kudrow como Josephine "Josie" Marcus - Tom Amandes como Samuel Reston - Samantha Sloyan como Jeannine Locke - Dylan Minnette como Fitzgerald "Jerry" Grant IV - Sally Pressman como Candace Marcus - Carlo Rota como Ivan - Erica Shaffer como News Reporter - Madeline Carroll como Karen Grant - Mackenzie Astin como Noah Baker | - Cynthia Stevenson como Mary Nesbitt - Norm Lewis como Edison Davis - Mark Moses como Jim Struthers - Ernie Hudson como Randolph Boles - Gregg Henry como Hollis Doyle - Patrick Fabian como Richard Meyers - Melora Hardin como Shelley Meyers - Barry Bostwick como Fitzgerald Grant II - Brenda Strong como Joan Reston - Sebastian Roché como Dominic Bell |

## Episódios
| N.º na série | N.º na temp. | Título                                 | Dirigido por        | Escrito por                      | Exibição original       | Audiência (milhões) |
| --- | ------------ | -------------------------------------- | ------------------- | -------------------------------- | ----------------------- | ------------------- |
| 30 | 1            | "It's Handled"                         | Tom Verica          | Shonda Rhimes                    | 3 de outubro de 2013    | 10.52               |
| Depois que a identidade de Olivia como amante do presidente Grant vazou para a mídia no final da temporada passada, sua empresa enfrenta uma tremenda pressão quando todos os seus clientes a deixam. Seu pai, Rowan "Eli" Pope, que acaba por ser o líder do B613, a manda para o esconderijo, mas Cyrus convence Olivia a ficar. Olivia então usa o código de emergência que o presidente lhe deu para forçar uma reunião secreta com Mellie e Fitz, na qual eles apresentam uma explicação sobre o caso. Enquanto isso, a equipe de Olivia e Cyrus unem forças para salvar Olivia e Fitz. Eles vazam um vídeo, que acusa a funcionária da Casa Branca Jeannine Locke de ser a amante em potencial de Fitz. As notícias chocam Olivia quando ela assume Locke como sua cliente. Mellie deduz corretamente que Fitz foi quem vazou a identidade de Liv, para que ela perdesse sua influência. Rowan mostra a Cyrus o relatório real sobre uma operação chamada Remington, feita por Fitz e Jake, que choca Cyrus quando ele lê. |              |                                        |                     |                                  |                         |                     |
| 31 | 2            | "Guess Who's Coming to Dinner"         | Allison Liddi-Brown | Heather Mitchell                 | 10 de outubro de 2013   | 9.01                |
| A equipe de Olivia consegue encontrar evidências que liberam Locke e a preparam para ir à televisão para contestar a reivindicação. Rowan diz a Liv para parar de ajudar Locke ou Jake vai morrer. Ela pede ao presidente que solte Jake, mas ele fica chocado ao saber que não tem autoridade sobre B613. Ele diz a B613 através de Cyrus que ele reivindicará Locke como sua amante em troca da libertação de Jake. Mellie mais tarde convence Locke a mentir por dinheiro. Mas antes que ela pudesse fazer isso, o presidente aparece pessoalmente na televisão para fazer essa afirmação. Jake é então libertado. Através de flashbacks, as origens do relacionamento distante de Olivia com Rowan são reveladas. Depois que Olivia demonstrou interesse em Huck, ele ordenou que B613 o sequestrasse porque Huck contou a Olivia sobre B613. Mais tarde, ela descobriu a verdade sobre B613 e o forçou a libertar Huck. No presente, Jake é libertado, apenas porque Olivia concorda em encontrar seu pai aos domingos novamente; e Huck confronta Olivia com o pai no B613 e pergunta se ele é "Command" (seu líder), que Olivia admite. |              |                                        |                     |                                  |                         |                     |
| 32 | 3            | "Mrs. Smith Goes to Washington"        | Jeannot Szwarc      | Matt Byrne                       | 17 de outubro de 2013   | 9.51                |
| Uma mãe que se recusa a aceitar a alegação do governo de que seu filho morto era terrorista contrata a OPA. Mais tarde, a mãe leva Olivia e um congressista como refém no Capitólio com uma bomba, a fim de desclassificar o arquivo do filho. A equipe de Olivia e David tentam descobrir a verdade enquanto correm contra o tempo. Eles conseguem forçar o governo a admitir secretamente que ele é um agente secreto da CIA enviado para se infiltrar na Al-Qaeda e sua morte é um erro, mas sua verdadeira identidade não pode ser revelada por razões de segurança nacional, já que outros 57 agentes ainda estão disfarçados. Olivia é forçada a mentir, fazendo com que a mãe se suicide. Enquanto isso, Huck tenta matar Rowan depois de ter descoberto com Olivia que ele é o comando B613, mas Rowan faz Huck matar Pete Foster, que antes havia tentado invadir o Salão Oval para conversar com o presidente sobre Remington. Olivia e Jake discutem sobre como seu pai ainda os possui. |              |                                        |                     |                                  |                         |                     |
| 33 | 4            | "Say Hello to My Little Friend"        | Oliver Bokelberg    | Mark Fish                        | 24 de outubro de 2013   | 8.62                |
| Olivia afasta Jake e se recusa a ir contra o B613 depois de perceber a capacidade do pai de controlar Huck. Lutando para encontrar clientes, OPA representa o senador Meyers, acusado de assassinar uma garota para quem ele havia enviado fotos explícitas. Ele é absolvido do crime depois que a equipe de Olivia desacredita a garota e a esposa testemunha como seu álibi durante o julgamento. No entanto, Olivia é capaz de descobrir que a esposa era a assassina. Mellie insulta a congressista democrata Josephine Marcus por não saber que o microfone ainda está ligado, transformando-a em uma ameaça viável. Cyrus consegue encontrar sujeira em Marcus. Enquanto isso, Jake tenta reunir evidências sobre a Operação Remington. Huck se interessa depois de perceber que Foster faz parte de Remington e se junta a Jake. Eles forçam Olivia a olhar para as evidências. O Presidente Grant se encontra com Rowan para discutir Remington. Enquanto isso, Huck participa de uma reunião de AA e vê que Quinn o ouve. Quinn tenta se aproximar de Huck, mas ele não deixa, dizendo-lhe para parar de fazer perguntas e se interessar pelo que ele fez. |              |                                        |                     |                                  |                         |                     |
| 34 | 5            | "More Cattle, Less Bull"               | Randy Zisk          | Jenna Bans                       | 31 de outubro de 2013   | 9.18                |
| O Presidente Grant e Rowan percebem que alguém está investigando a Operação Remington. Cyrus e Mellie trabalham na campanha de reeleição de Fitz e tentam contratar Leo Bergan como gerente, mas ele se recusa. A congressista democrata Josie Marcus contrata Olivia quando os detalhes de sua gravidez na adolescência são divulgados. A equipe de Olivia falha em contê-lo, forçando Marcus a admitir a verdade durante o debate democrata. Ela demitiu Olivia. Durante o jantar dos correspondentes da Casa Branca, Mellie pede a Olivia para voltar e liderar a campanha de reeleição. Marcus, percebendo seu erro, também tenta recuperar Olivia. Enquanto isso, Jake e Huck descobrem a verdade sobre a Operação Remington, implicando uma correlação entre o avião de combate do Presidente Grant na Islândia e o acidente do avião de passageiros que a mãe de Olivia estava voando. A vice-presidente Sally Langston busca o conselho de Bergan sobre se ela deve ou não concorrer como candidata independente. |              |                                        |                     |                                  |                         |                     |
| 35 | 6            | "Icarus"                               | Julie Anne Robinson | Peter Noah                       | 7 de novembro de 2013   | 8.66                |
| Liv questiona o presidente sobre seu papel na aeronave caída, mas ele se recusa a confirmar ou negar seu envolvimento, levando Liv a trabalhar para Josie Marcus, o que choca Mellie e Cyrus. Rowan, percebendo que Jake está olhando para Remington, planeja matá-lo enquanto pressiona Cyrus para derrubar Marcus. A campanha de Marcus precisa desesperadamente de dinheiro e apoio, mas ela prefere ser gentil, levando a equipe de Liv a usar um anúncio falso para fortalecer sua imagem diante da mídia nacional. Cyrus tenta colocar Harrison contra Liv ameaçando dar um visto a Adnan Salif, uma pessoa pela qual Harrison tem medo de ser morto, mas falha. Cyrus ordena que ele dê um visto. Jake encontra seu contato, a quem ele pediu para procurar evidências em Remington, mas a armadilha de Rowan é matar Jake, que é salvo por um homem enviado pelo presidente. Cyrus descobre a traição de Sally Langston, enquanto Rowan lentamente transforma Quinn em uma assassina através de Charlie. |              |                                        |                     |                                  |                         |                     |
| 36 | 7            | "Everything's Coming Up Mellie"        | Michael Katleman    | Peter Nowalk                     | 14 de novembro de 2013  | 9.04                |
| Mellie é filmada para uma entrevista aprofundada para dar uma boa imagem de sua publicidade e do relacionamento de Fitz. Através de flashbacks, é revelado como Jerry (pai de Fitz) apresentou Cyrus à família Grant e como Cyrus tentou ajudar Fitz a se tornar governador da Califórnia, explorando a história de Fitz na guerra. Mellie tentou consertar o relacionamento entre Fitz e Jerry, mas acabou com Jerry estuprando Mellie. Ela usou isso para forçar Jerry a apoiar Fitz. Fitz voou para a Black Ops e recebeu a ordem de derrubar o avião, pois eles tinham evidências de que havia uma bomba suja dentro dele. Então Jerry providenciou que Fitz participasse oficialmente da Operação Remington durante esse tempo, longe da Islândia, onde o avião realmente abateu. Atualmente, Cyrus e Mellie tentam encontrar uma maneira de Daniel Douglas trair Sally para que eles possam chantageá-la. Enquanto isso, Olivia está brava com Fitz porque ele não diz a verdade sobre a operação de Remington. Portanto, a oferta pública de aquisição tenta descobrir o que realmente aconteceu com sua mãe. Quinn vai em uma missão com Charlie, tendo terminado, mas acaba matando um segurança que sabia algo sobre Remington. Charlie diz a ela que ela pertence ao B613 agora. Rowan descobre que Olivia está tentando descobrir a verdade e vai visitar Maya, a mãe de Olivia na cadeia; revelando que ela está viva, afinal. |              |                                        |                     |                                  |                         |                     |
| 37 | 8            | "Vermont Is for Lovers, Too"           | Ava DuVernay        | Mark Wilding                     | 21 de novembro de 2013  | 8.93                |
| Depois que Rowan informa a Maya que Olivia está procurando por ela, ela começa a mastigar os pulsos, acaba em uma cama de hospital e consegue escapar. De volta à aquisição, eles estão tentando descobrir quem matou o segurança, sendo Quinn. A campanha de Josie é posta em risco quando um laptop é roubado com todas as informações sobre a campanha. Fitz faz Olivia voar para Vermont, onde ele mostra a casa que ela construiu para eles e sua futura família, e eles acabam fazendo amor por toda a casa. Enquanto isso, Cyrus e Mellie planejam que James faça uma entrevista com Daniel Douglas, esperando pegá-lo fazendo uma jogada ruim. O plano funciona, mas James imagina e dorme com Daniel. Huck descobre que Quinn matou o segurança e a confronta sobre isso. Maya aparece do lado de fora do apartamento de Olivia, ela fica surpresa ao vê-la. |              |                                        |                     |                                  |                         |                     |
| 38 | 9            | "YOLO"                                 | Oliver Bokelberg    | Chris Van Dusen                  | 5 de dezembro de 2013   | 8.27                |
| Huck tortura Quinn por trair Olivia, mas enquanto arranca os dentes, Olivia o chama e informa que sua mãe está em seu apartamento. Olivia leva a mãe para uma casa segura, onde o resto da OPA discute a situação. Eles percebem que Rowan está rastreando Maya, então eles cortam o rastreador e vão para um motel. A OPA tenta tirar Maya do país, mas Rowan a colocou na lista de mais procurados do FBI. Olivia pede a Fitz para ajudá-la. Enquanto isso, Daniel Douglas tenta convencer James de que o pequeno caso deles foi um erro. James confronta Cyrus sobre ele usando James para dormir com Daniel, e exige um divórcio. Sally informa Fitz que ela planeja concorrer como Independente contra ele. Cyrus tenta chantagear Sally mostrando as fotos de Daniel e James, mas sem sucesso. Quinn se junta a Charlie no B613, depois de dormir com ele, no entanto, ela planeja assumir o comando. Maya embarca no avião para Hong Kong, e Olivia percebe que sua mãe era uma terrorista, chamada Marie Wallace. Sally liga para Cyrus para dizer que ela acabou de matar seu marido, Daniel Douglas. |              |                                        |                     |                                  |                         |                     |
| 39 | 10           | "A Door Marked Exit"                   | Tom Verica          | Zahir McGhee                     | 12 de dezembro de 2013  | 9.22                |
| É revelado que Daniel Douglas estava prestes a deixar Sally quando ela o esfaqueou com raiva, e Cyrus ajuda a limpar o assassinato. No dia seguinte, quando o médico se aproxima, Cyrus consegue encobrir o crime. James suspeita que Daniel tenha sido assassinado e conta a David Rosen, que também obtém evidências de seu assistente. Rowan, à procura de Maya, é capturado por Fitz e é levado ao Pentágono até que Maya esteja livre. Jake e Huck descobrir onde ele está, e Olivia vai para Rowan para obter respostas. Olivia descobre que sua mãe enganou Rowan a pensar que havia uma bomba no avião. Enquanto isso, Quinn tenta voltar para a OPA, mas descobre que Huck não sente muito por suas ações e ela decide ir embora. Jake é feito o novo comando por Fitz. James diz a Cyrus que se ele for nomeado secretário de imprensa da Casa Branca, ele ficará com Cyrus. |              |                                        |                     |                                  |                         |                     |
| 40 | 11           | "Ride, Sally, Ride"                    | Tom Verica          | Raamla Mohamed                   | 27 de fevereiro de 2014 | 9.32                |
| O caos se espalha na Casa Branca quando descobrem que Sally não está renunciando como vice-presidente, mas planeja concorrer contra Fitz como terceiro porque ela não pode apoiar seu caminho imoral. Ela não deixará de ser vice-presidente e Fitz quer que o governador da Califórnia, Andrew Nichols, seja seu novo vice-presidente. Olivia está de volta à Casa Branca como gerente de campanha de Fitz, e Leo levanta novas alegações sobre o relacionamento de Olivia e Fitz. Portanto, Mellie pede a Olivia para encontrar um homem, para que a atenção em torno do boato sobre o caso passe. Cyrus diz a Olivia que Jake agora é o novo comando do B613. A mídia começa a descobrir as notícias de que o marido de Sally nunca teve uma autópsia, sendo alimentado por uma fonte anônima chamada Publius (que é James), e a OPA tenta obter respostas da mulher que realizou a autópsia. No entanto, Cyrus tenta acabar com isso, fazendo Quinn e Charlie sequestrarem o filho da mulher. Enquanto isso, David e James planejam revelar a verdade sobre Daniel Douglas, James dizendo que Cyrus é um monstro que precisa ser derrubado. No anúncio do novo vice-presidente, é revelado que Mellie e Andrew estavam juntos. Olivia decide ter Jake como seu namorado de mentira. Harrison está aterrorizado que Adnan Salif esteja vindo para ele - mas eles dormem juntos. |              |                                        |                     |                                  |                         |                     |
| 41 | 12           | "We Do Not Touch the First Ladies"     | Oliver Bokelberg    | Heather Mitchell                 | 6 de Março de 2014      | 8.53                |
| Olivia e Fitz estão em um quarto de hotel se vestindo depois de passar a noite juntos. Ele está muito chateado porque Olivia escolheu Jake como seu namorado de mentira, criando tensão entre Olivia e Jake. É revelado que depois de Big Jerry estuprar Mellie há 15 anos, ela tentou se suicidar. No entanto, Andrew a encontrou e a salvou de morrer. Um repórter descobre que havia uso de drogas (aqueles que Mellie levou para cometer suicídio) dentro da família Grant no período em que Fitz era governador e a OPA tenta encobrir o problema. Enquanto isso, Quinn tenta provar a Jake que ela é capaz de ser uma agente do B613 espionando Rowan, mas ela é exposta por Olivia. James teme que Cyrus possa descobrir que está vazando informações sobre o assassinato de Daniel sob o pseudônimo de Publius. Cyrus convoca Charlie para sequestrar Publius. James convence David a se encontrar com o repórter como "Publius", e David evita ser sequestrado por Charlie quando Abby e Huck sequestram e o protegem primeiro. Mellie e Andrew se beijam, mas Mellie recua e se sente terrível. Adnan faz uma doação para a campanha de reeleição de Fitz, e é revelado que ela está trabalhando com Maya Pope. Ela obriga Harrison a ajudá-la, dizendo que Olivia ainda não sabe sobre Clearwater e acha que a única coisa de que Harrison é culpado é o uso de informações privilegiadas. Jake recebe todas as informações do B613 e descobre que o agente do Serviço Secreto Thomas Larsen é um agente do B613 que trabalha dentro da Casa Branca. |              |                                        |                     |                                  |                         |                     |
| 42 | 13           | "No Sun on the Horizon"                | Randy Zisk          | Matt Byrne                       | 13 de março de 2014     | 8.22                |
| O pânico começa a se espalhar quando Sally quer revelar seu segredo sobre matar o marido, a fim de consertar seu relacionamento com Deus. Cyrus e Leo fazem o possível para impedir que a revelação aconteça. Olivia descobre o segredo quando David fala para ela. Ela conta a Fitz sobre o assassinato e pede que ele faça o debate para que Sally não conte. Cyrus pede a Jake para matar Sally, a fim de manter o segredo, e Jake coloca um franco-atirador no debate presidencial, apontando para Sally. Enquanto isso, Jake coloca Quinn em um novo emprego na venda de papel na B613. Depois que ela se cansa da tarefa simples, Quinn diz a Jake como Olivia pode se emocionar com ele; Jake a promove. Cyrus descobre um microfone em seu escritório que James plantou. Ele confronta o marido, mas não culpa James por ir contra ele. James e David se encontram com uma repórter e a funcionário da NSA que conhece Sally e suas ações. Jake aparece, mata a repórter e a empregadora da NSA e atira em James. |              |                                        |                     |                                  |                         |                     |
| 43 | 14           | "Kiss Kiss Bang Bang"                  | Paul McCrane        | Mark Fish                        | 20 de março de 2014     | 9.08                |
| Acontece que Jake atirou em James para proteger o segredo de Sally Langston de matar o marido. David concorda em permanecer calado sobre o que aconteceu. Através de flashbacks, nos é mostrado os primeiros dias de relacionamento Cyrus e James. Na Casa Branca, a campanha eleitoral presidencial é suspensa por alguns dias por Olivia devido ao assassinato de James. Cyrus, não está disposta a enfrentar a morte de seu marido, tem mais trabalho, preocupado com o fato de Sally roubar os grupos de pressão de armas. Enquanto isso, Olivia percebe que Jake foi o responsável por matar James e o confronta, preocupando que ele esteja começando a se parecer mais com seu pai. Huck confronta Quinn sobre o roubo dos arquivos de Daniel Douglas e acabam se beijando. Maya e Adnan discutem o terrorismo e suas implicações e querem conhecer um certo Ivan. Enquanto isso, Andrew e Mellie dormem juntos. |              |                                        |                     |                                  |                         |                     |
| 44 | 15           | "Mama Said Knock You Out"              | Tony Goldwyn        | Zahir McGhee                     | 27 de março de 2014     | 9.01                |
| As crianças Grant chegam à Casa Branca para uma entrevista com toda a família Grant. Conflitos surgem quando é revelado que Jerry e Karen não entendem por que Mellie fica com Fitz após sua infidelidade. Olivia descobre que Jerry tem uma conta no Twitter onde escreve coisas ruins sobre seu pai e que ele quer usar uma camiseta da campanha Reston na entrevista. Depois que Karen pega Mellie e Andrew fazendo sexo oral, Fitz descobre e dá um soco em Andrew. Fitz e Mellie discutem, e Fitz culpa Mellie pelo fim do casamento porque ela deixou de ser sexualmente ativa. No entanto, o verdadeiro motivo foi que Mellie foi estuprada pelo pai de Fitz, Jerry Sr. Enquanto isso, a OPA tenta descobrir onde B613 recebe seu financiamento. Rowan revela depois de uma briga com Jake que a organização é financiada por todos os departamentos do governo. Adnan procura ajuda da OPA para se afastar de Maya Pope. No entanto, é tudo um plano. Ela nocauteia Harrison com uma seringa e rouba todas as informações sobre os planos da campanha eleitoral presidencial e seu paradeiro, apresentando-a a Ivan. |              |                                        |                     |                                  |                         |                     |
| 45 | 16           | "The Fluffer"                          | Jeannot Szwarc      | Chris Van Dusen & Raamla Mohamed | 3 de abril de 2014      | 9.13                |
| Enquanto Olivia está com o pai tentando descobrir como derrubar o B613, Abby está servindo como substituta de Olivia na Casa Branca. Olivia percebe que é a "empregada" quando a mãe diz que ela é quem limpa tudo. A campanha de reeleição presidencial é atingida com um problema quando Jeannine Locke lança um livro sobre seu caso falso com o presidente. O governador Reston ganha pontos em sua campanha visitando sua esposa na prisão. Mas Cyrus e Leo se unem para derrubar Reston, publicando que Reston matou o amante de sua esposa de propósito. Em outros lugares, Olivia precisa acessar o telefone de Jake para obter uma senha, e ela consegue fazer isso dormindo com ele. Huck obtém acesso a todos os servidores da B613 e Olivia dá a ele a ordem de desligar a agência. Quando Quinn e Charlie estão prestes a descobrir quais são os planos de Maya e Adnan com uma bomba, eles são desligados, B613 é desligado e Quinn tenta cuidar dos negócios correndo para o hotel, seguida por Charlie. De volta à OPA, Olivia e os outros estão comemorando sua vitória quando Jake entra e começa a sufocar Olivia. Ele diz que ela acabou de matar o presidente. |              |                                        |                     |                                  |                         |                     |
| 46 | 17           | "Flesh and Blood"                      | Debbie Allen        | Severiano Canales & Miguel Nolla | 10 de abril de 2014     | 9.23                |
| A OPA se une a Rowan para encontrar Maya, e Charlie e Quinn são chamados por Jake. Eles descobrem que, para encontrar Maya, eles precisam encontrar o homem que ela ama; Dominic. Huck o encontra e Rowan joga roleta russa com ele enquanto está no telefone com Maya. No entanto, ela se recusa a dizer onde está a bomba e Rowan mata Dominic. Enquanto isso, um senador morre e Sally luta com Fitz para dar o elogio no funeral. Mas Fitz não pode sair da Casa Branca por Olivia, já que Maya está atrás dele. Mellie pede um teste de paternidade para descobrir quem é o pai de Jerry. Leo descobre o pedido e tenta descobrir por si mesmo, mas Rowan o configura dizendo que é Fitz. Quinn e Huck acabam se beijando e fazendo sexo na garagem do lado de fora da OPA, enquanto Maya Pope passa por eles. Ela confronta Rowan, esfaqueia-o e depois ativa a bomba, que está no funeral do senador. Jake descobre e informa Cyrus sobre isso, mas Cyrus fica quieto e prende o presidente na Casa Branca, enquanto Sally Langston realmente está no funeral. |              |                                        |                     |                                  |                         |                     |
| 47 | 18           | "The Price of Free and Fair Elections" | Tom Verica          | Shonda Rhimes & Mark Wilding     | 17 de abril de 2014     | 10.57               |
| A bomba explode na igreja, mas não antes de Fitz evacuar o funeral com a ajuda de Jake. Sally aproveita a situação ajudando as vítimas, o que a ajuda a chegar ao topo das pesquisas. Olivia e Cyrus estão convencidos de que Fitz perdeu a eleição. Olivia conta a ele o segredo de Mellie ser estuprada, o que o leva a ficar com Mellie. Charlie entrega a Quinn um envelope contendo informações sobre a família de Huck, a quem Huck mais tarde conhece. Enquanto Fitz discursa em um comício, seu filho Jerry sofre uma convulsão e depois morre de meningite bacteriana, o que faz com que Fitz surja nas pesquisas. Fitz descobre que Jerry foi envenenado e contrata Rowan para matar Maya Pope pelo assassinato. Olivia finalmente aceita a oferta de uma nova vida ao pai e Abby se sente traída por sua decisão. Jake pede a Olivia para levá-lo com ela, e ela concorda. Huck tenta desesperadamente convencer Olivia de que Rowan não é confiável. Rowan obriga Harrison a ajudá-lo a capturar Maya, e Harrison descobre que Rowan estava por trás das mortes de Jerry e Adnan. Quando Harrison confronta Rowan com isso, ele é morto por Tom. Fitz vence a eleição presidencial, mas começa a chorar e tenta ligar para Olivia. Jake envia a David cópias de todos os arquivos B613 classificados e depois se encontra com Olivia no avião que Rowan arranjou. |              |                                        |                     |                                  |                         |                     |

## Produção
Scandal foi renovada para uma terceira temporada em 10 de maio de 2013. Juntamente com outros dramas da ABC, esta temporada foi dividida em duas partes de episódios ininterruptos, a primeira parte foi composta por dez episódios. A segunda parte, inicialmente foi definida para consistir em 12 episódios ininterruptos, começou em 27 de fevereiro de 2014. Em 7 de dezembro de 2013, a ABC Studios anunciou que, devido à gravidez de Kerry Washington, a ordem geral dos episódios seria reduzida de 22 para 18, que levou ao final da temporada quatro semanas antes, em 17 de abril de 2014.
Foi anunciado em 9 de maio de 2014 pela ABC que Scandal retornaria no outono de 2014 para a quarta temporada.

### Casting

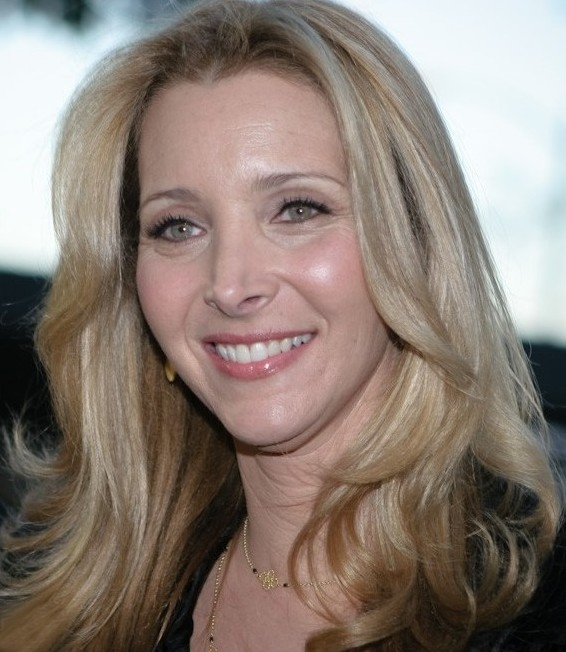
Lisa Kudrow foi escolhida como congressista para a temporada.

A terceira temporada teve dez atores recebendo papel regular, com todos eles retornando da temporada anterior, sete dos quais eram parte do elenco original da primeira temporada. Kerry Washington continuou seu papel de protagonista da série, Olivia Pope, uma ex-diretora de comunicações da Casa Branca com sua própria empresa de gerenciamento de crises. Scott Foley foi promovido para um personagem regular, representando o Capitão Jake Ballard. Darby Stanchfield interpretou Abby Whelan, Katie Lowes atuou como Quinn Perkins, que deixa a empresa de Olivia na segunda parte da temporada para B613. Guillermo Diaz continuou interpretando o personagem Huck, o problemático técnico que trabalha para Olivia.  Jeff Perry interpretou Cyrus Beene, o chefe de gabinete da Casa Branca, que perde o marido, James. Joshua Malina interpretou David Rosen, agora advogado reintegrado dos EUA. Bellamy Young continuou interpretando a primeira-dama Melody "Mellie" Grant, que inicia um relacionamento com Andrew Nichols, candidato a vice-presidente de Fitz, enquanto Tony Goldwyn interpreta o presidente Fitzgerald "Fitz" Thomas Grant III.
Em 14 de junho de 2013, Scott Foley foi promovido a regular a partir da terceira temporada. A escalação para Lisa Kudrow foi anunciada em 28 de agosto, e foi revelado que estaria interpretando a congressista Josephine Marcus por vários episódios. Paul Adelstein, ex-integrante de Private Practice, foi anunciado para se juntar ao elenco como Leo Bergen, no entanto, no momento do anúncio, detalhes sobre quem ele interpretaria seriam mantidos em sigilo. Em 23 de setembro de 2013, foi anunciado que Sally Pressman estaria desempenhando um papel recorrente no programa, que acabou sendo a irmã da congressista Josephine Marcus, interpretada por Lisa Kudrow. Jack Coleman se juntou ao elenco em um papel recorrente como Daniel Douglas, o marido da vice-presidente Sally Langston.
Em 5 de novembro de 2013, Khandi Alexander foi escalada para um papel recorrente como mãe de Olivia para um arco de episódios múltiplos. Em 3 de dezembro de 2013, foi anunciado que o programa estava escalando para um novo papel como um cara bonito e carismático chamado Andrew, que seria um interesse amoroso pela personagem de Bellamy Young, Mellie. Poucos dias depois, em 6 de dezembro de 2013, foi anunciado que o ator Jon Tenney conseguiu o papel de Andrew. Em 28 de janeiro de 2014, foi anunciado que Scandal estava escalando os papéis de Jerry Grant e Karen Grant, os filhos dos personagens de Tony Goldwyn e Bellamy Young Uma semana depois, em 6 de fevereiro de 2014, foi relatado que os papéis de Jerry e Karen seriam protagonizados por Dylan Minnette e Madeline Carroll. A dupla apareceu no décimo quinto episódio, além do final da temporada.

## Lançamento em DVD
| Scandal: The Complete Third Season                                                                                     | | | | | |
| Detalhes do conjunto                                                                                                   | Detalhes do conjunto                                                                                                   | Detalhes do conjunto                                                                                                   | Características especiais                                                                                           | Características especiais                                                                                           | Características especiais                                                                                           |
| - 18 Episódios (1 estendido) - 5 Discos - Inglês (Dolby Digital 5.1 Surround) - Legendas em inglês, espanhol e francês | - 18 Episódios (1 estendido) - 5 Discos - Inglês (Dolby Digital 5.1 Surround) - Legendas em inglês, espanhol e francês | - 18 Episódios (1 estendido) - 5 Discos - Inglês (Dolby Digital 5.1 Surround) - Legendas em inglês, espanhol e francês | - Finale Extended Episode - See the Locations at Set - Spotlight Cast Piece: Jeff Perry - Deleted Scenes - Bloopers | - Finale Extended Episode - See the Locations at Set - Spotlight Cast Piece: Jeff Perry - Deleted Scenes - Bloopers | - Finale Extended Episode - See the Locations at Set - Spotlight Cast Piece: Jeff Perry - Deleted Scenes - Bloopers |
| Datas de lançamento | | | | | |
| Região 1 | Região 1 | Região 1 | Região 2 | Região 2 | |
| 23 de setembro de 2014                                                                                                 | 23 de setembro de 2014                                                                                                 | 23 de setembro de 2014                                                                                                 | 19 de janeiro de 2015                                                                                               | 19 de janeiro de 2015                                                                                               | 19 de janeiro de 2015                                                                                               |